# Rebecca Dowbiggin
Rebecca Mary Dowbiggin (St. Albans, 11 de abril de 1983) es una deportista británica que compitió en remo como timonel.
Ganó dos medallas en el Campeonato Europeo de Remo, en los años 2007 y 2008, ambas en la prueba de ocho con timonel.
Estudió el grado de Estudios Anglosajones, Celtas y Nórdicos en el Emmanuel College de la Universidad de Cambridge. Participó con el prestigioso equipo de remo de esta universidad en la Regata Oxford-Cambridge, ganando la regata femenina de 2007 y perdiendo la de 2008.

## Palmarés internacional
| Campeonato Europeo | Campeonato Europeo | Campeonato Europeo | Campeonato Europeo |
| Año                | Lugar              | Medalla            | Prueba             |
| ------------------ | ------------------ | ------------------ | ------------------ |
| 2007               | Poznań (Polonia)   | Medalla de bronce  | Ocho con timonel   |
| 2008               | Maratón (Grecia)   | Medalla de plata   | Ocho con timonel   |